# Прошак Олег Іванович
Оле́г Іва́нович Прошак (6 листопада 1983) — український важкоатлет, майстер спорту України міжнародного класу. В середині квітня 2015 року став чемпіоном Європи з важкої атлетики у суперважкій вазі (+ 105 кг). На цих змаганнях спортсмен завоював 2 золота (у поштовху та багатоборстві) і бронзу у ривку. Проте згодом його допінг-проба А дала позитивний результат на вживання дегідрохлорометилтестостерону, що стало підставою для позбавлення медалі чемпіонату та подальшої дискваліфікації спортсмена.

## Спортивні результати
| Рік  | Змагання          | Місце проведення | Вагова категорія | Ривок  | Поштовх | Сума двоєборства | Місце |
| 2011 | Чемпіонат України |                  | + 105 кг         |        |         |                  | 1     |
| 2011 | Кубок України     | Луцьк            | + 105 кг         | 195 кг | 235 кг  | 430 кг           | 1     |
| 2015 | Чемпіонат Європи  | Тбілісі          | + 105 кг         | 200 кг | 235 кг  | 435 кг           | 1     |